# 露娜 -创世纪-
《露娜 -创世纪-》是一款由Japan Art Media制作、Marvelous Interactive发行的角色扮演类游戏。本游戏于2005年在任天堂DS上发行。
游戏是一个传统的角色扮演类游戏，玩家可以在任天堂DS的十字键和笔对角色进行8个方向移动。
游戏在最初发行时，日本地区的销量为24,673份。《Fami通》给予本游戏27/40的评分。